# Tylża (dopływ Dubissy)
Tylża (lit. Tilžė) – rzeka o długości 9,8 km w dorzeczu Niemna, dopływ Dubissy.